# Görögország régiói
2011. január 1-ig Görögország 13 régióra (görögül περιφέρεια [periféria]) és egy autonóm államra (αυτόνομη πολιτεία [aftónomi politía]) oszlott. A régió volt a legmagasabb közigazgatási egység, akkor ezek felett létrehozták az összesen 7 decentralizált régiót (αποκεντρωμένη διοίκηση).
A régió alatti közigazgatási szint Görögországban 2011. január 1-ig az összesen 54 prefektúra szintű egység volt: 51 prefektúra (νομός), amelyből egyet azonban továbbosztottak 4 prefektúra-elöljáróságra (νομαρχία). 2011. január 1-től a prefektúrák helyett létrehozták a 74 regionális egységet (περιφερειακές ενότητες).
| Görögország régiói | A régiók a következők: 1. Attika 2. Közép-Görögország 3. Közép-Makedónia 4. Kréta 5. Kelet-Makedónia és Thrákia 6. Epirusz 7. Jón-szigetek 8. Észak-Égei-szigetek 9. Peloponnészosz 10. Dél-Égei-szigetek 11. Thesszália 12. Nyugat-Görögország 13. Nyugat-Makedónia valamint az Athosz-hegyi autonóm szerzetesi köztársaság |

## Adatok
| Az autonóm állam magyar neve                | Görög név                                                                               | Székhely | Székhely görög neve | Terület (km²) | Népesség (fő) (2001) | Népsűrűség (fő/km²) |
| ------------------------------------------- | --------------------------------------------------------------------------------------- | -------- | ------------------- | ------------- | -------------------- | ------------------- |
| Athosz-hegyi autonóm szerzetesi köztársaság | Αυτόνομη Μοναστική Πολιτεία του Αγίου Όρους (Aftónomi Monasztikí Politía tu Ajíu Órusz) | Kariész  | Καρυές (Kariész)    | 335,64        | 2 262                | 6,7                 |

|     | A régió magyar neve        | Görög név                                                                                   | Székhely     | Székhely görög neve         | Terület (km²) | Népesség (fő) | Népsűrűség (fő/km²) |
| --- | -------------------------- | ------------------------------------------------------------------------------------------- | ------------ | --------------------------- | ------------- | ------------- | ------------------- |
| 1.  | Attika                     | Περιφέρεια Αττικής (Periféria Atikísz)                                                      | Athén        | Αθήνα (Athína)              | 3 808         | 3 841 408     | 1 009               |
| 10. | Dél-Égei-szigetek          | Περιφέρεια Νότιου Αιγαίου (Periféria Nótiu Ejéu)                                            | Ermúpoli(sz) | Ερμούπολη(ς) (Ermúpoli[sz]) | 5 286         | 320 001       | 61                  |
| 6.  | Epirusz                    | Περιφέρεια Ηπείρου (Periféria Ipíru)                                                        | Joánina      | Ιωάννινα (Joánina)          | 9 203         | 358 698       | 39                  |
| 8.  | Észak-Égei-szigetek        | Περιφέρεια Βορείου Αιγαίου (Periféria Voríu Ejéu)                                           | Mitilíni     | Μυτιλήνη (Mitilíni)         | 3 836         | 208 151       | 54                  |
| 7.  | Jón-szigetek               | Περιφέρεια Ιονίων Νήσων (Periféria Joníon Níszon)                                           | Korfu        | Κέρκυρα (Kérkira)           | 2 307         | 220 097       | 95                  |
| 5.  | Kelet-Makedónia és Thrákia | Περιφέρεια Ανατολικής Μακεδονίας και Θράκης (Periféria Anatolikísz Makedoníasz ke Thrákisz) | Komotiní     | Κομοτηνή (Komotiní)         | 14 157        | 623 248       | 44                  |
| 2.  | Közép-Görögország          | Περιφέρεια Στερεάς Ελλάδας (Periféria Sztereász Eládasz)                                    | Lamía        | Λαμία (Lamía)               | 15 549        | 614 614       | 40                  |
| 3.  | Közép-Makedónia            | Περιφέρεια Κεντρικής Μακεδονίας (Periféria Kendrikísz Makedoníasz)                          | Szaloniki    | Θεσσαλονίκη (Theszaloníki)  | 18 811        | 1 931 870     | 103                 |
| 4.  | Kréta                      | Περιφέρεια Κρήτης (Periféria Krítisz)                                                       | Iráklio(n)   | Ηράκλειο(ν) (Iráklio[n])    | 8 336         | 623 666       | 75                  |
| 12. | Nyugat-Görögország         | Περιφέρεια Δυτικής Ελλάδας (Periféria Ditikísz Eládasz)                                     | Pátra        | Πάτρα (Pátra)               | 11 350        | 753 267       | 66                  |
| 13. | Nyugat-Makedónia           | Περιφέρεια Δυτικής Μακεδονίας (Periféria Ditikísz Makedoníasz)                              | Kozáni       | Κοζάνη (Kozáni)             | 9 451         | 303 857       | 32                  |
| 9.  | Peloponnészosz             | Περιφέρεια Πελοποννήσου (Periféria Peloponíszu)                                             | Trípoli      | Τρίπολη (Trípoli)           | 15 490        | 650 310       | 42                  |
| 11. | Thesszália                 | Περιφέρεια Θεσσαλίας (Periféria Theszalíasz)                                                | Lárisza      | Λάρισα (Lárisza)            | 14 037        | 760 714       | 54                  |